# Men Tsunmo
Le Men Tsunmo ou Mianzimu est un sommet culminant à 6 054 mètres d'altitude dans les monts Meili Xue, à la frontière entre la région autonome du Tibet et le Yunnan. Son sommet n'a jamais été gravi.